# Albert Gutzmann
Albert Gutzmann (Gross-Gluschen, 1837. december 19. – Berlin, 1910. május 27.) német gyógypedagógus, hallássérültek gyógypedagógiájának és a logopédiának neves művelője.

## Életpályája
Pályáját mint tanító kezdte, 1875-től a süketek berlini városi iskolájában tanított, majd 1897-től haláláig az iskola igazgatója volt. Sokat tett a süket gyermekek addig nagyon elhanyagolt testi nevelése és tornatanítása terén, valamint az óvodák és továbbképző iskolák ügyéért. Dadogó gyermekekkel és felnőttekkel mint magántanító kezdett foglalkozni, tapasztalatait 1879-ben A dadogás és kezelése című könyvében írta le. Ezután tanfolyamok szervezésére kapott felkérést az illetékes minisztériumtól. Ezen tevékenysége révén alakult ki Németországban a 19. század végére egy olyan logopédiai intézményszervezet, amely más országoknak is modellként szolgált.
Albert Gutzmann fia, id. Hermann Gutzmann (1865-1922) és unokája, ifj. Hermann Gutzmann (1892-1972) folytatták munkáját. Mindketten orvosi tanulmányokat végeztek Berlinben és mint fül-, orr-, gégeszakorvosok dolgoztak, majd egyetemi tanárok lettek és jelentős szakirodalmi munkásságot fejtettek ki. Albert Gutzmann fiával együtt alapított egy orvosi-pedagógiai havi szakfolyóiratot (Medizinisch-pädagogische Monatsschrift für die gesamte Sprachheilkunde), amelynek 22 évfolyama jelent meg. Albert Gutzmann fia a berlini egyetemen beszédhibásoknak ambulatóriumot, valamint kísérleti fonetikai laboratóriumot és a Charité-kórházban beszédgyógyászati poliklinikát létesített. Az ő fia, Albert Gutzmann unokája az egyetemen és a Charité-kórházban is apja utóda lett. 1949-től Nyugat-Berlinben az egyetemen folytatta munkáját és nemzetközi beszédgyógyászati fórumokon sokat szerepelt.

## Fő munkája
- Das Stottern und seine Behandlung. Berlin, 1879.